# Reginald Gray

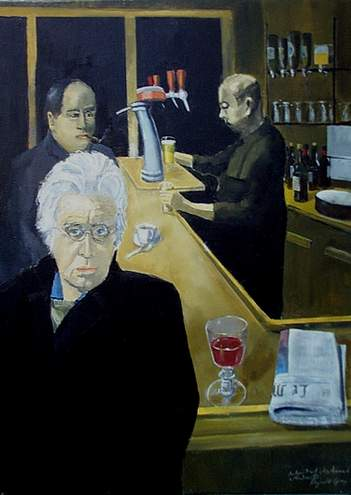
Selbstporträt (2009)

Reginald Gray (* 1930 in Dublin, Irland; † 29. März 2013 in Paris) war ein irischer Porträtmaler.

## Leben

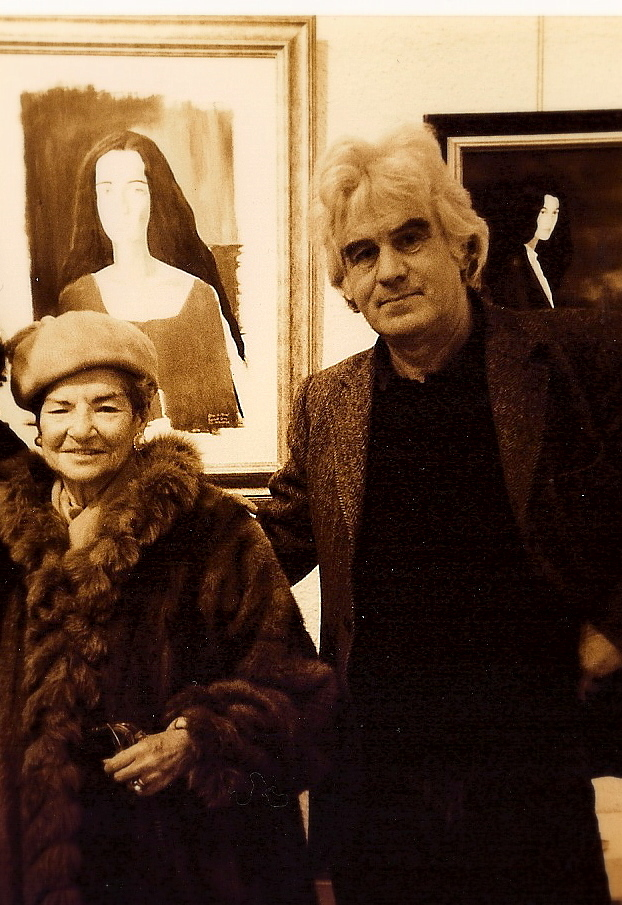
Juliet Man Ray und Reginald Gray

Nach einem Studium ab 1953 am  National College of Art in Dublin und bei Cecil ffrench Salkeld an der Royal Hibernian Academy arbeitete Gray als Bühnenbildner für die Pike und Gate Theatres in Dublin und das Lyric Theatre in London. 1957 zog er nach London und schloss sich in den späten 1950er und frühen 1960er Jahren der School of London an, die von Francis Bacon, Lucian Freud und Frank Auerbach geleitet wurde.
1960 schuf Gray ein Porträt von Bacon, das Bestandteil der Kollektion der National Portrait Gallery in London ist. Es folgten weitere Porträts von Schriftstellern, Musikern und Künstlern wie Samuel Beckett,  Brendan Behan, Jacques Brel, Juliette Binoche, Bernard Buffet, Rupert Everett, Alberto Giacometti, Yves Saint Laurent, Jean-Paul Sartre und Harold Pinter.
Grays erste Einzelausstellung fand 1960 in der Abbott & Holder Gallery in London statt. Von 1962 bis 1964 hielt er sich in Rouen auf und zog dann nach Paris, wo er bis zu seinem Tod lebte und arbeitete. 1993 zeigte die UNESCO in Paris eine Retrospektive seines Werks.
Im Februar 2002 wurde Gray zum offiziellen Mitglied der American Society of Portrait Painters gewählt, und 2006 gewann sein Porträt La Blouse Blanche den Sandro-Botticelli-Preis in Florenz.

## Museen
Porträts von Gray sind permanent in der National Portrait Gallery in London, der National Portrait Gallery in Canberra, dem Museum of London, im The Bankfield Museum in York, Großbritannien sowie der Kirche The Church of The Holy Cross, St. Pancras im Stadtbezirk London Borough of Camden in London ausgestellt.

Galerie
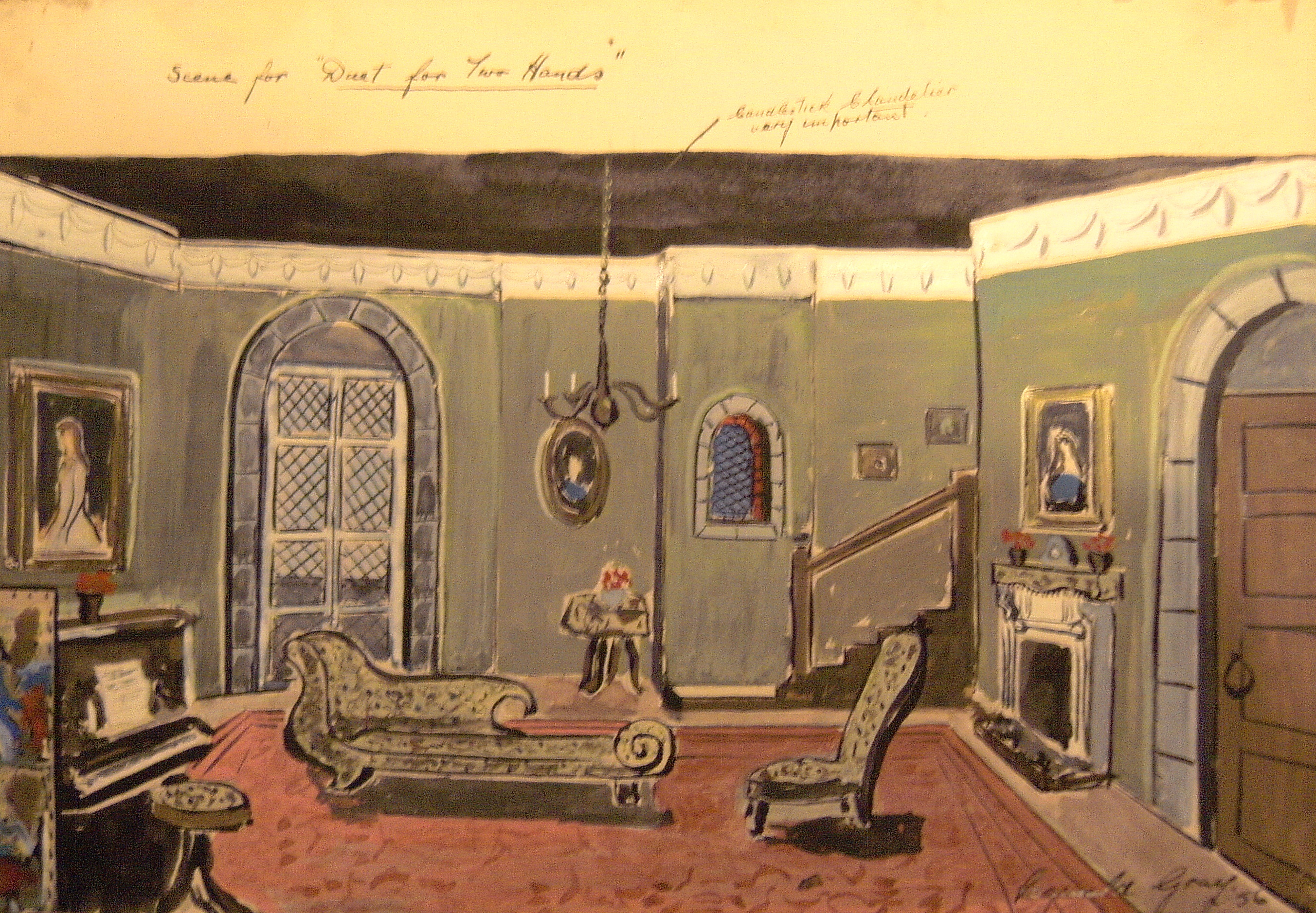
Bühnendekoration für Duet for Two Hands von Mary Hayley Bell, Dublin 1956
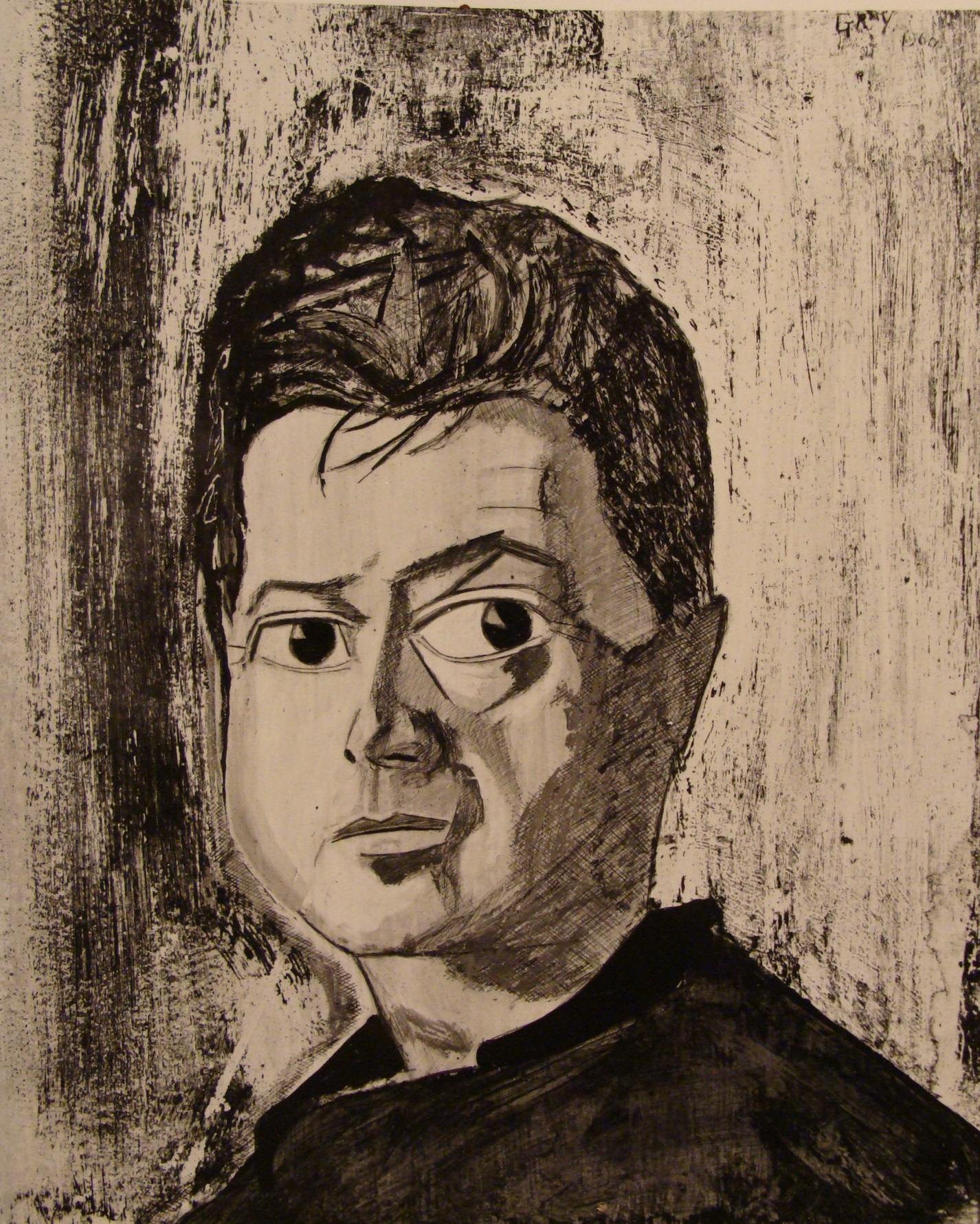
Portrait from life of Francis Bacon, 1960, National Portrait Gallery, London
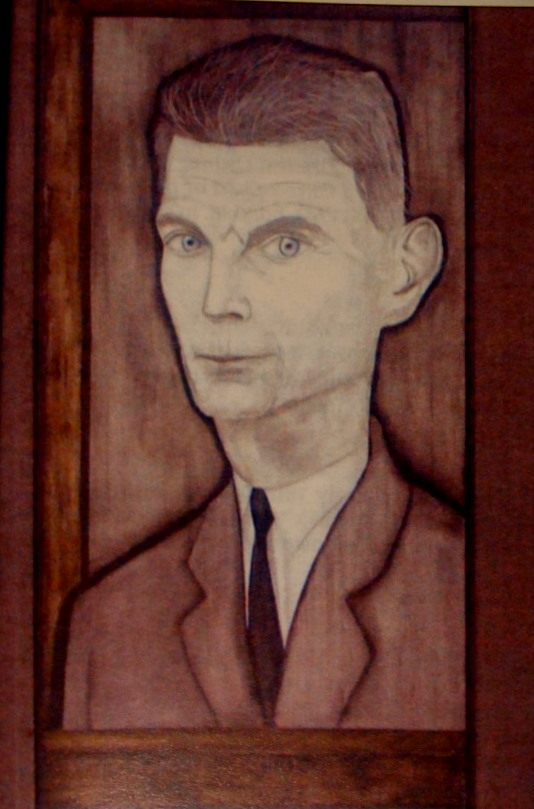
Portrait from life of Samuel Beckett, 1961
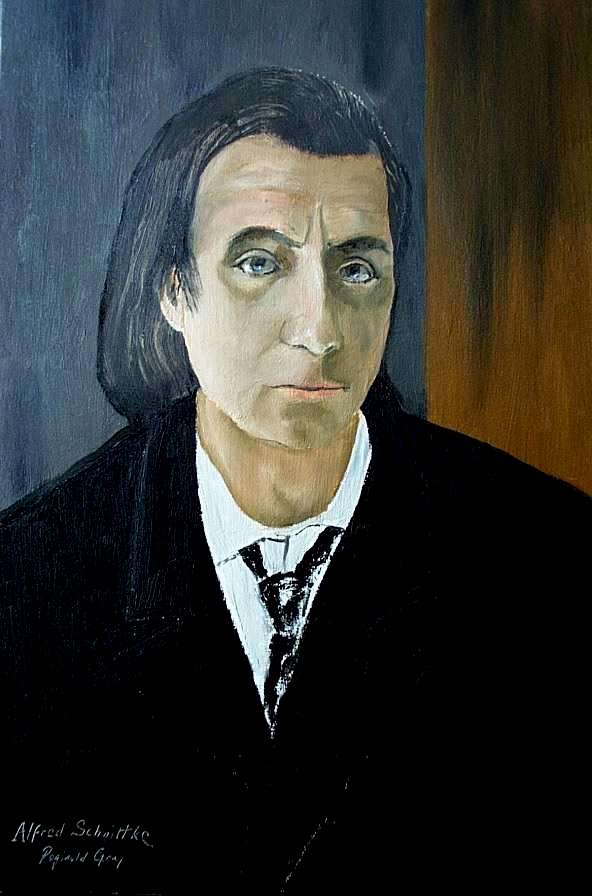
Portrait of Alfred Schnittke, 1972
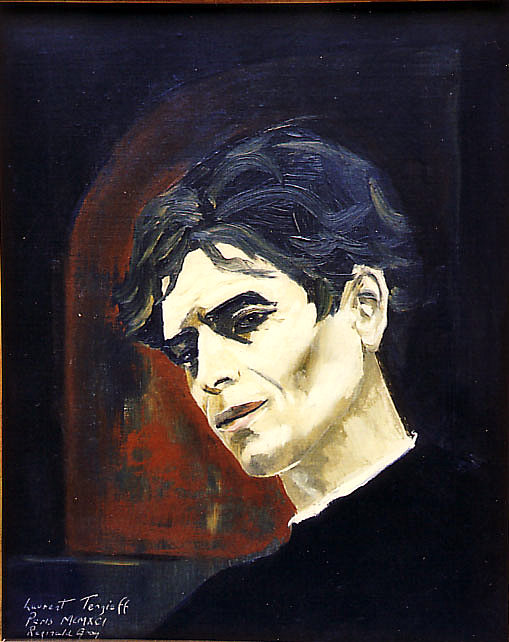
Portrait of Laurent Terzieff, 1981
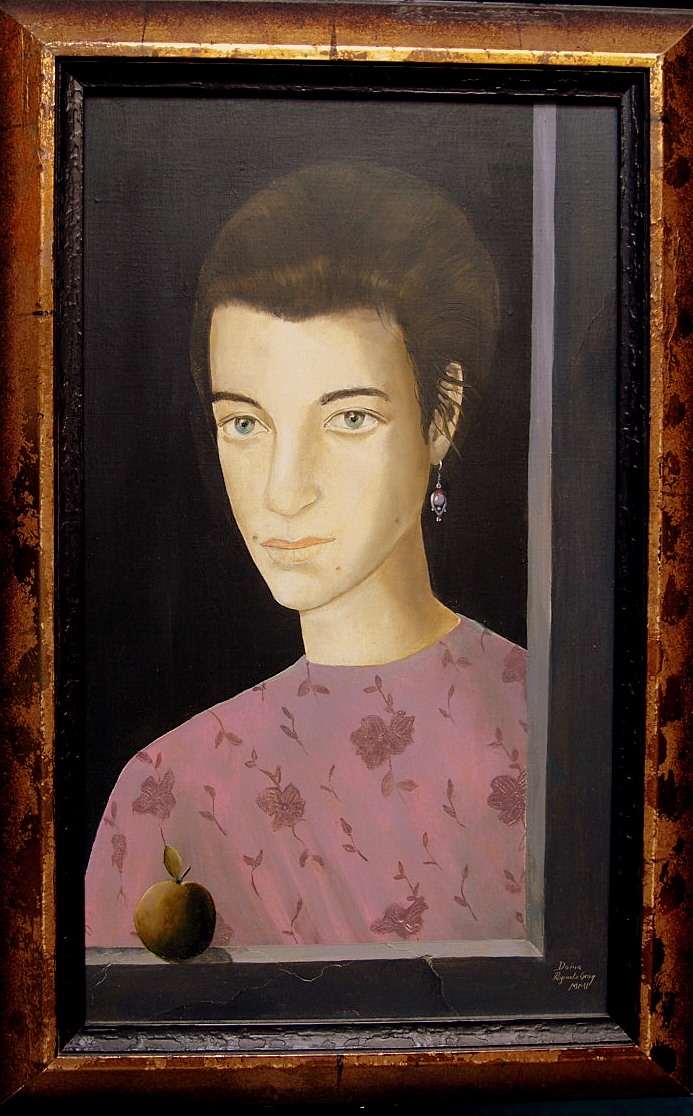
Portrait of Doina, 2001
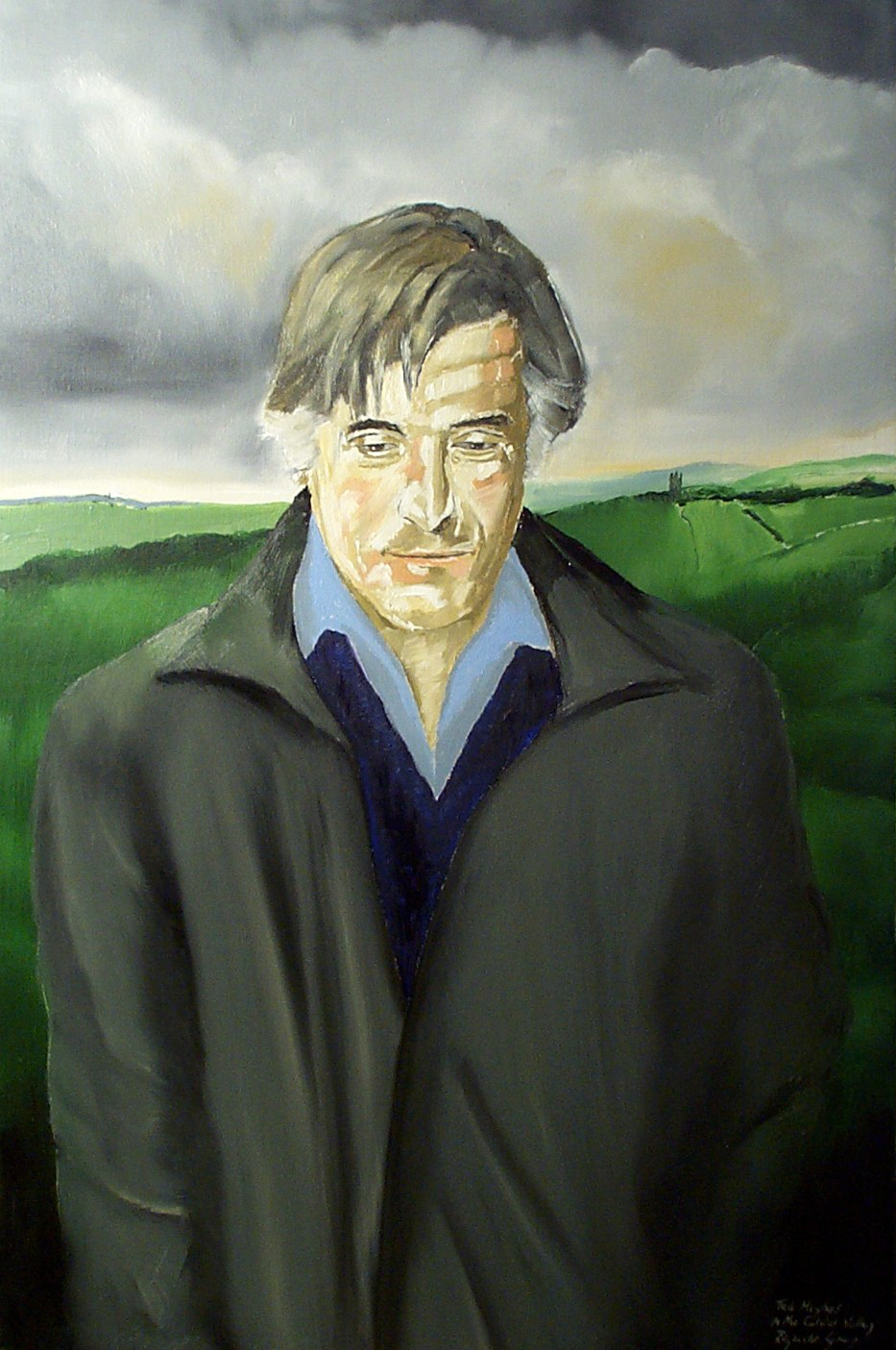
Homage to Ted Hughes 2004
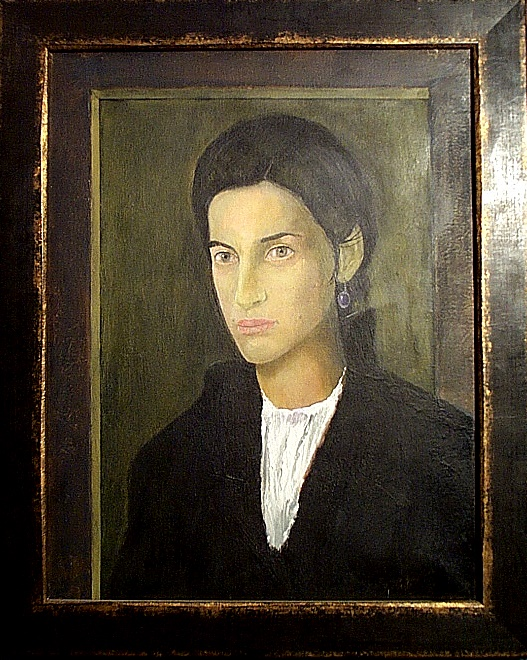
La Blouse Blanche (Sandro-Botticelli-Preis,  Florenz, 2006)